# Koisuru Vampire
Koisuru Vampire (恋する♡ヴァンパイア?) es una película japonesa sobre vampiros dirigida por Mai Suzuki y protagonizada por Mirei Kiritani. Fue estrenada en los cines de Japón el 17 de abril de 2015.

## Argumento
Kiira parece una joven normal, que le gusta hablar con sus amigos e ir de compras. Su objetivo final es llegar a ser la mejor panadera del mundo, pero lo que la diferencia de otros es que ella es un vampiro. Ella nunca ha contado a nadie su secreto, incluyendo a su amigo de la infancia Tetsu, quienes jugaban todos los días y se gustaban cuando eran niños. Después de que sus padres murieron cuando tenía sólo 12 años Kiira, tuvo que ir a vivir con sus parientes y perdió contacto con Tetsu.
Ahora, 8 años más tarde, Tetsu aparece en la panadería donde Kiira está trabajando medio tiempo. Kiira está feliz al ver a su primer amor de nuevo. Pronto, ellos son pareja per Kiira también se llena de preocupaciones, porque ella es un vampiro.

## Banda sonora
La canción principal de la película se titula "Colony" (estilizada como "コロニー") y fue interpretada por la cantante japonesa Natsume Mito. La pieza funciona como tema central del filme, acompañando los momentos emocionales clave de la historia. Su estilo combina lo etéreo con lo melancólico, reflejando la dualidad entre la dulzura de Kiira y su naturaleza vampírica.

## Reparto
- Mirei Kiritani como Kiira.
- Shota Totsuka como Tetsu.
- Seiichi Tanabe como Rikihiko.
- Nene Ōtsuka como María.
- Natsume Mito como Natsu.
- Meng Ken Ju como Miki.
- Choi Jin Hyuk como Mike.
- Ekin Cheng como Derek.
- Akira Emoto como Sojiro.

- Datos: Q18758159